# Regina Kortge
Regina Kortge (geboren 4. Februar 1961) ist eine deutsche Juristin. Sie ist seit 2010 Richterin am Bundespatentgericht in München.

## Beruflicher Werdegang
Regina Kortge war bis zu ihrer Ernennung zur Richterin am Bundespatentgericht am 30. Dezember 2010 Richterin am Oberlandesgericht.
Am Bundespatentgericht war sie zunächst weiteres rechtskundiges Mitglied in einem Marken-Beschwerdesenat. Da im Bundespatentgericht mehrheitlich naturwissenschaftlich ausgebildete Richter tätig sind, werden die Juristen als „rechtskundige Mitglieder“ bezeichnet. Ab 2012 übernahm sie auch Tätigkeiten in der Verwaltung. 2013 wurde sie Mitglied des Präsidiums und wechselte als weiteres rechtskundiges Mitglied in einen Nichtigkeitssenat, wo sie auch regelmäßige Vertreterin des Vorsitzenden war.
Am 1. Dezember 2015 wurde die Juristin zur Vorsitzenden Richterin befördert. Sie ist seit 2016 Vorsitzende in einem Marken-Beschwerdesenat.
Kortge war von 2016 bis 2018 Mitglied der Prüfungskommission für Patentanwälte.